# Villeneuve-Loubet
Villeneuve-Loubet (Occitaans: Vilanuòva e Lo Lobet; Italiaans: Villanova Lobetto) is een gemeente in het Franse departement Alpes-Maritimes (regio Provence-Alpes-Côte d'Azur). De plaats maakt deel uit van het arrondissement Grasse. Villeneuve-Loubet telde op 1 januari 2022 16.729 inwoners.

## Geografie
De oppervlakte van Villeneuve-Loubet bedroeg op 1 januari 2022 19,6 vierkante kilometer; de bevolkingsdichtheid was toen 853,5 inwoners per km².
De gemeente ligt aan de Baie des Anges tussen Antibes en Cagnes-sur-Mer.
De onderstaande kaart toont de ligging van Villeneuve-Loubet met de belangrijkste infrastructuur en aangrenzende gemeenten.

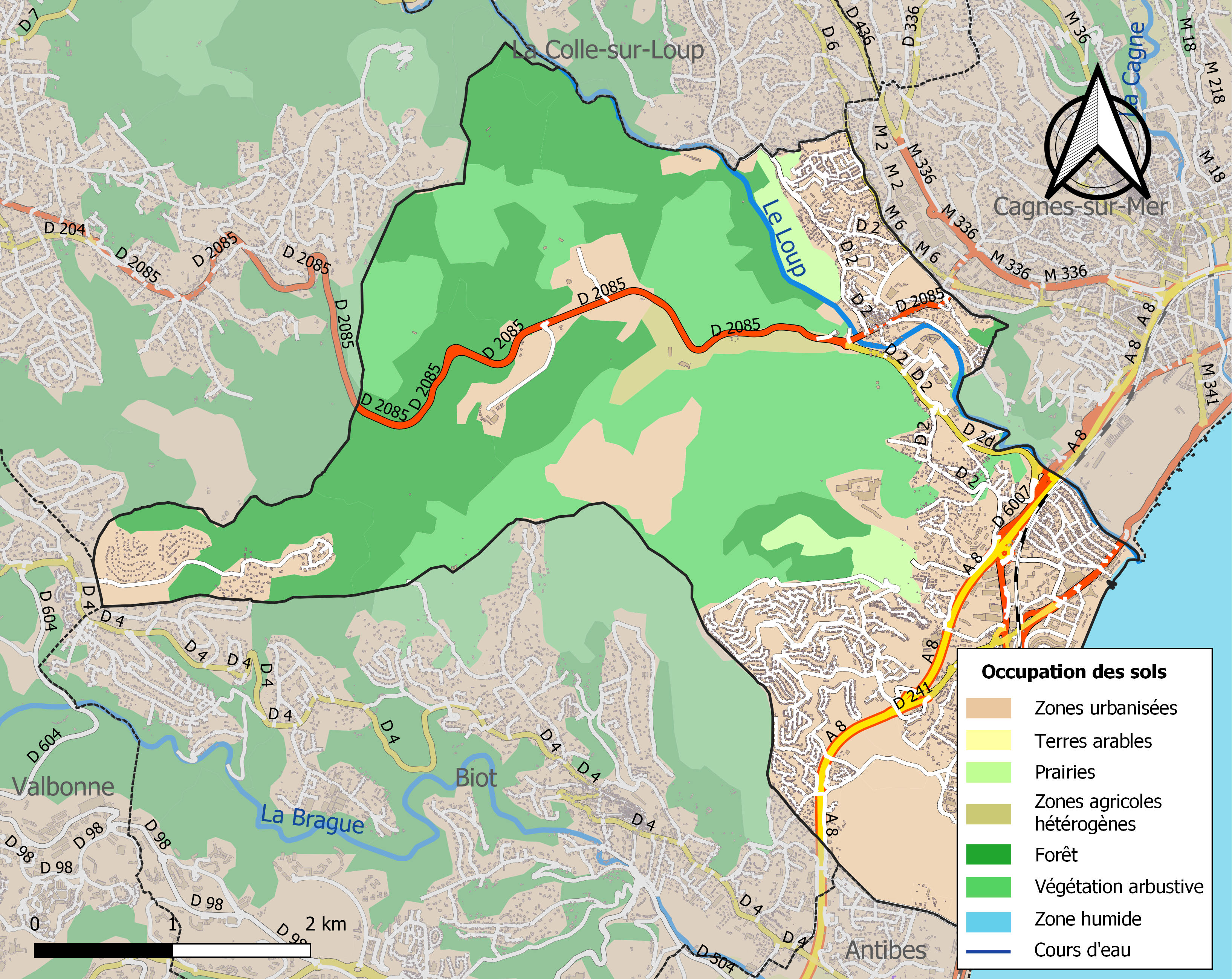

## Demografie
Onderstaande figuur toont het verloop van het inwonertal (bron: INSEE-tellingen).
Vanwege een beveiligingsprobleem met de MediaWiki Graph-software is het momenteel niet mogelijk deze grafiek weer te geven. Zodra de software is bijgewerkt zal de grafiek vanzelf weer zichtbaar worden.

## Musée Escoffier de l'Art culinaire
Dit museum is sinds 1966 gevestigd in het geboortehuis van Auguste Escoffier (1846-1935). Het is gewijd aan de kookkunst in al haar facetten. 

## Geboren
- Auguste Escoffier (1846-1935), chef-kok

## Overleden
- Françoise Dorléac (1942-1967), Franse filmactrice (zuster van Catherine Deneuve)
- Richard Aurili (1864-1943), Italiaans beeldhouwer die ook actief was in Frankrijk en België